# Zdravko Jokić
Zdravko Jokić (1946. augusztus 4. –) jugoszláv-szerb nemzetközi labdarúgó-játékvezető.

## Pályafutása
A nemzeti játékvezetéstől 1991-ben vonult vissza.
1 kupadöntőt vezetett:
| Időpont         | Helyszín                  | Mérkőzés típusa        | Mérkőzés                             | Eredmény | Nézők száma |
| --------------- | ------------------------- | ---------------------- | ------------------------------------ | -------- | ----------- |
| 1994. május 11. | Partizan Stadion, Belgrád | döntő második mérkőzés | FK Partizan–FK Spartak Zlatibor Voda | 6 – 1    | 8000        |

A Jugoszláv labdarúgó-szövetség Játékvezető Bizottsága (JB) 1988-ban terjesztette fel nemzetközi játékvezetőnek, a Nemzetközi Labdarúgó-szövetség (FIFA) bíróinak keretébe. Az aktív nemzetközi játékvezetéstől 1991-ben búcsúzott. 3 válogatott találkozót vezetett.
Az 1993-as női labdarúgó-Európa-bajnokság selejtezőin az UEFA JB játékvezetőként foglalkoztatta.
| Időpont         | Helyszín               | Mérkőzés típusa           | Mérkőzés              | Eredmény | Nézők száma |
| --------------- | ---------------------- | ------------------------- | --------------------- | -------- | ----------- |
| 1992. május 31. | Városi Stadion, Szeged | előselejtező (8. csoport) | Magyarország–Bulgária | 3 – 0    | 400         |

## Magyar vonatkozás
| Időpont              | Helyszín                        | Mérkőzés típusa                                          | Mérkőzés                      | Eredmény | Nézők száma |
| -------------------- | ------------------------------- | -------------------------------------------------------- | ----------------------------- | -------- | ----------- |
| 1991. szeptember 17. | Bozsik József Stadion, Budapest | Bajnokcsapatok Európa-kupája előselejtező (első forduló) | Kispesti Honvéd FC–Dundalk FC | 1 – 1    | 12 000      |

## Sportvezetőként
Aktív pályafutását befejezve UEFA JB ellenőrként tevékenykedett.